# Poule au pot
La poule au pot (del francès 'gallina a l'olla') o gallina bullida és una recepta de cuina tradicional francesa així com una especialitat de la cuina occitana del Gers i bearnesa, a base de pot-au-feu o estofat de pollastre cuit en brou, en una cassola, amb verdures (pastanagues, naps, porros, ceba, clavell d'espècia, etc.).
Com el coq au vin, esdevé un dels emblemes de França, quan la història de França vol que el rei de França Enric IV institueix i democratitza la poule au pot al segle XVII com a « plat nacional francès».

## Història

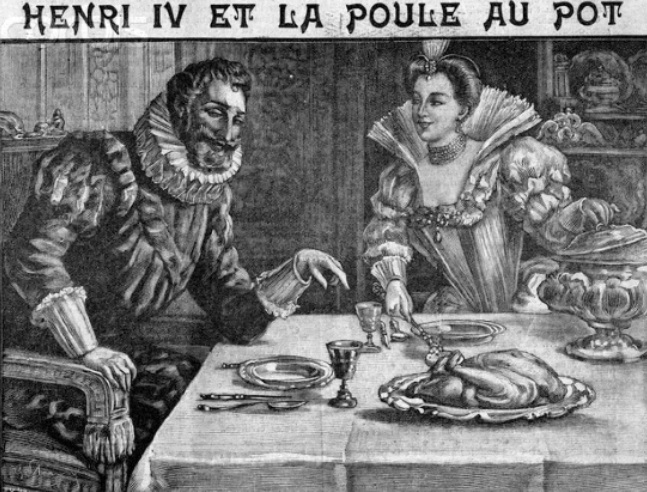
El rei Enric IV de França assegut amb una poule au pot.

La història de França conserva el mite que el rei Enric IV (1553-1610), nascut al castell de Pau al Bearn, declarà cap al 1600 al duc Carles-Emmanuel I de Savoia, (o al seu ministre Maximilien de Béthune (duc de Sully), segons l'historiador Jacques Bourgeat,) : « Si Déu encara em dona la vida, faré que no hi hagi cap llaurador al meu regne que no tingui els mitjans de tenir una gallina a la seva olla" o « Vull que cada llaurador del meu regne pugui posar la gallina a l'olla el diumenge. » Aquesta declaració tan sols apareix en un text l'any 1661, quan Hardouin de Péréfixe de Beaumont va escriure la Histoire du Roy pour Louis XIV
Després de diverses dècades de guerres religioses destructives i ruïnoses entre hugonots protestants i catòlics, aspirava a restablir la prosperitat del Regne de França i dels seus súbdits. Fou assassinat el 1610 a París per François Ravaillac. La poule au pot ha estat repetidament objecte d'epigrames llançats contra els successors del bearnès.

## La posteritat
A l'alba de la Revolució Francesa, es cantava:
«Enfin la poule au pot va être mise,
On peut du moins le présumer,
Car, depuis deux cents ans qu’elle nous est promise,
On n’a cessé de la plumer.»
El rei Lluís XVIII innova a l'època de la Restauració, considerant que Henri IV hauria promès gal·linacis sobre la taula dels francesos cada diumenge, segons la darrera fórmula atribuïda a Enric IV.

## Especialitat bearnesa
La poule au pot bearnesa farcida, la garía bolida, roman avui dia una recepta emblemàtica de la cuina bearnesa i del Gers, a base de gallina gascona farcida, cuinada en brou de bou bearnès amb verdures.